# サマエル
サマエル（Samael、ヘブライ語: סמאל）はイスラエルに伝わる死を司る天使。

## 概要
その名は「神の毒」、「神の悪意」の意味をもつ。赤い蛇と呼ばれることもある。
サマエルは謎が多く、ルシファーと同じ熾天使、ローマの守護天使、火星の天使、エデンの園に棲んでいた蛇など、様々な説がある。そのため、カマエルやサタンと同一視されることもある。
ユダヤ教では、神の命令であった「モーセの魂を天国に運ぶ」のに失敗し、この時モーセの杖で打ち据えられ、サマエルの目は潰れ盲目になってしまったといわれている。その後、神に厳しく叱責され、モーセの魂は結局神自らが天国に運んだ結果、その屈辱から神への反感が生まれてしまい、堕天してやがては魔王になったとされている。一説では、サタン（ルシファー）に匹敵するほどの強大な力を持った魔王であるとされている。また、十二の翼をもっていたと言われ、ルシファーと同一視されることもある。
旧約聖書の創世記において、蛇がイヴに知恵の木の実について教え、イヴとアダムは、その実を食べる。そのために、創造主たる神は蛇を呪い、人に生の苦しみと死の定めを与え、人間は死を免れることができなくなったと書かれている。カバラにおいては、この蛇がサマエルとされている。
バルクの黙示録では、サマエルはエデンの園に葡萄の木を植えたという。これに神は怒り、サマエルと彼の植えた葡萄の木を呪いアダムが触れることを禁じたが、これに怒ったサマエルは、葡萄を使いアダムを欺いた。